# 小行星2469
小行星2469（2469 Tadjikistan）是一颗围绕太阳公转的小行星。1970年4月27日，塔瑪拉·斯米爾諾娃在克里米亚发现了此天体。
該小行星以中亞國家塔吉克命名。
这颗小行星的绝对星等为140.3770612774317等。